# Симоненко, Василий Андреевич
Васи́ль Андре́евич Симоне́нко (укр. Васи́ль Андрі́йович Симоне́нко; 1935—1963) — украинский поэт и журналист, один из представителей поколения «шестидесятников».
При жизни Симоненко свет увидел лишь один сборник его поэзии «Тишина и гром» (1962), второй сборник стихов, «Земное притяжение» (1964), вышел уже после смерти поэта. Его произведения издавались и переиздавались до 1968 года, после этого, больше, чем на десятилетие творчество Симоненко исчезло с карты украинской литературы. Возвращение поэта в литературный процесс состоялось в 1981 году, когда был выпущен его поэтический сборник «Лебеди материнства».
С 1990-х годов и вплоть до настоящего времени (2018) произведения Симоненко регулярно переиздаются, они включены[когда?] в школьную программу Украины.

## Биография
Родился 8 января 1935 года в селе Биевцы (Лубенский район, Полтавская область, УССР). Начальное образование получал в сельской школе вначале в Биевцах, а позже в Тарандинцах. После окончания средней школы с золотой медалью в 1952 году поступил на факультет журналистики КГУ им. Т. Г. Шевченко.
С 1952 по 1957 гг. Симоненко обучался в КНУ.
В 1956 году Василий Андреевич проходил практику в редакции газеты «Черкаська правда». Со следующего года стал работать там в качестве постоянного журналиста. В 1960 году Симоненко перешёл на работу в редакцию газеты «Молодь Черкащини», где проработал до 1963 года, в начале которого перешёл на работу в киевскую «Рабочую газету».
В 1962 году свет увидел первый и единственный прижизненный сборник поэта «Тишина и гром» (Тиша і грім). В скором времени поэт был принят в Национальный союз писателей Украины.
В апреле 1962 года Симоненко был задержан на железнодорожной станции Черкассы и избит сотрудниками милиции в транспортном отделении милиции железнодорожной станции им. Тараса  Шевченко (г. Смела). В некоторых украинских источниках отстаивается мнение, что Симоненко били сотрудники КГБ. Однако его друг и сокурсник Николай Сом пишет об этом инциденте следующее:

— В 1962 году в Черкассах Васю ещё никто не знал, и когда он попал в милицию, был в дымину пьяный. — Не было там переодетых кагебистов, как утверждает профессор Яременко. Симоненко не признавался ни мне, ни матери, что его били. Хлопцы рассказали, что он с каким-то товарищем подошёл к ресторану, где гуляла пьяная компания. Вася просил вынести пачку сигарет, ему ответили, что закрыто. Подошедшие милиционеры начали выкручивать руки, и Вася обозвал их фашистами.

Умер Симоненко в главной областной больнице 13 декабря 1963 года от рака почек, который, предположительно, был усугублён избиением милиционерами. Похоронен в Черкассах.

## Поэзия
Стих в переводе М. А. Ахмедовой-Колюбакиной:

Нет, не умерла Украина!

Я в страшные часы встречался с вами

Когда огней багровых языки

Взвивались к звёздам злыми «мессерами»

И разрывали небо на куски.

Тогда вас люди называли псами,

Ведь вы лизали немцам сапоги,

Кричали «хайль» охрипшими басами,

Ревели «Ще не вмерла...» в кулаки.

Где шли вы – там пустыня и руины,

И для убитых не хватало ям...

Плевала кровью «нэнька Украина»

И в морды вам и вашим господам.

Пропили б вы, несчастную, ей-богу,

И запродали б нас на край земли…

Когда бы Украине на подмогу

С востока не вернулись «москали».

Теперь вы вновь, связавши в кучку кости,

Торгуете в столице и в селе.

И новых палачей зовёте в гости,

На сало украинское и хлеб.

Вы будете слоняться на чужбине,

Покуда чёрт вас всех не заберёт.

Но знайте – не погибла Украина

И не умрёт!
Оригинальный текст (укр.)Ні, не вмерла Україна!

Я зустрічався з вами в дні суворі,

Коли вогнів червоні язики

Сягали від землі під самі зорі

І роздирали небо літаки.

Тоді вас люди називали псами,

Бо ви лизали німцям постоли,

Кричали "хайль" охриплими басами

І "ще не вмерла…" голосно ревли.

Де ви ішли — там пустка і руїна,

І трупи не вміщалися до ям, —

Плювала кров'ю "ненька Україна"

У морди вам і вашим хазяям.

Ви пропили б уже її, небогу,

Розпродали б і нас по всій землі,

Коли б тоді Вкраїні на підмогу

Зі сходу не вернулись "москалі".

Тепер ви знов, позв'язувавши кості,

Торгуєте і оптом, і вроздріб,

Нових катів припрошуєте в гості

На українське сало і на хліб.

Ви будете тинятись по чужинах,

Аж доки дідько всіх не забере,

Бо знайте — ще не вмерла Україна

І не умре!

## Признание
- Государственная премия Украины имени Тараса Шевченко (1995 — посмертно) — за сборники стихов и прозы «Лебеди материнства», «В твоём имени живу».

## Экранизация произведений

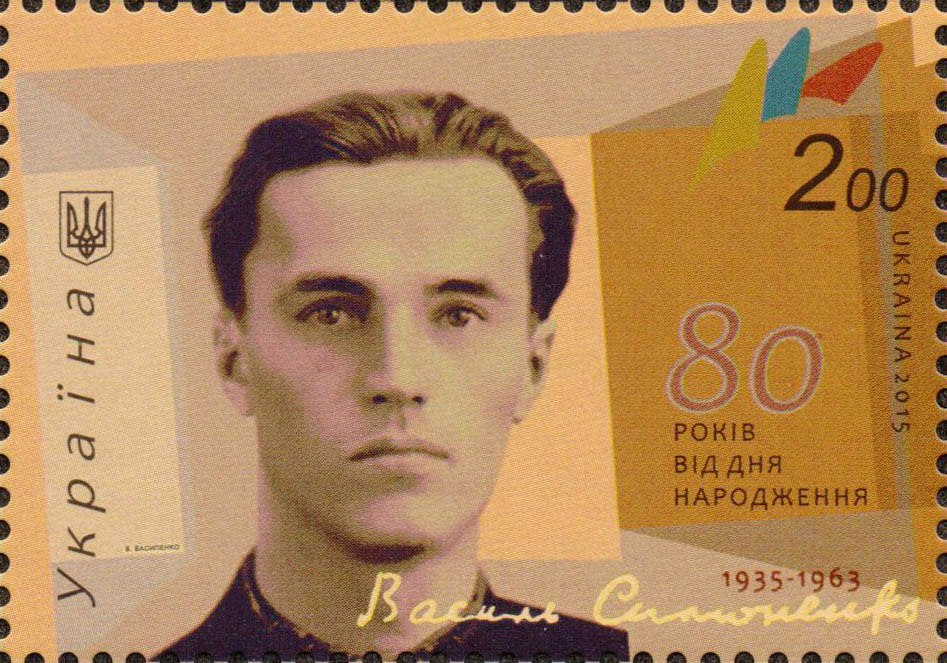
Почтовая марка Украины к юбилею писателя, 2015

Украинский режиссёр Александр Жеребко, сформировав творческий тандем с Ангелиной Дятловой, создал экранизацию поэзии «Ты ко мне пришла не из сказки или сна» (укр. «Ти до мене прийшла не із казки чи сну») Василия Андреевича Симоненко.

## Память

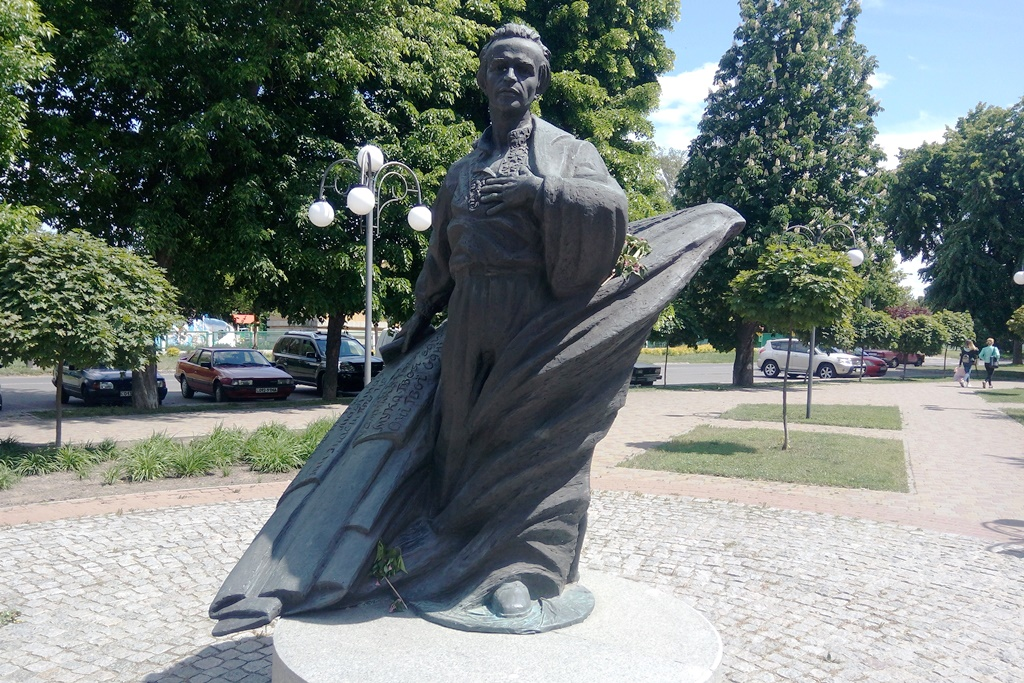
Памятник Василию Симоненко в Черкассах

В Черкассах существует Литературно-мемориальный музей Василия Симоненко. Также в 1965 году на общественных началах создан музей в селе Биевцы, в доме, где родился поэт.
Именем поэта названы улицы во многих городах Украины.
25 декабря 2008 года Национальный банк Украины выпустил в обращение памятную монету номиналом 2 гривны, посвящённую поэту.
17 ноября 2010 года в городе Черкассы на улице Фрунзе, возле дворца бракосочетаний (исторический Дом Щербины), был открыт памятник поэту. Автор монумента — Владислав Димйон.
В 2023-м году украинский исполнитель Артём Пивоваров выпустил песню "Ти знаєш, що ти людина", текстом которой служит одноимённое стихотворение Василя Симоненко